# Кавриана
Кавриана (итал. Cavriana) — коммуна в Италии, располагается в регионе Ломбардия, подчиняется административному центру Мантуя.
Население составляет 3649 человек, плотность населения составляет 101 чел./км². Занимает площадь 36 км². Почтовый индекс — 46040. Телефонный код — 0376.
Покровителем коммуны почитается священномученик Власий Севастийский (San Biagio), празднование 3 февраля.